# Arisa Komiya
Arisa Komiya (小宮 有紗 Komiya Arisa?) (Shimotsuke, Tochigi, Japón; 5 de febrero de 1994) es una actriz y actriz de voz japonesa. Es conocida por su rol de Yōko Usami la guerrera Yellow Buster en la serie Super Sentai Tokumei Sentai Go-Busters, emitida en el 2012 y Dia Kurosawa en el proyecto multimedia Love Live! Sunshine!!. Arisa actualmente está afiliada a Box Corporation.

## Filmografía

### Drama de Televisión
| Año  | Título                              | Rol                                       | Notas                            |
| ---- | ----------------------------------- | ----------------------------------------- | -------------------------------- |
| 2012 | Tokumei Sentai Go-Busters           | Yoko Usami/Yellow Buster                  | Rol principal                    |
| 2013 | Mizuki Shigeru's Gegege Ghost Story | Keiko Wakasugi                            |                                  |
| 2013 | Heaven's Love                       | Itsuki Nagasawa (joven Itsuki Hanyu)      |                                  |
| 2016 | Kamen Rider Ghost                   | Yuki Shirai/Harry Houdini/Gammiser Liquid | Episodios: 29, 30 y 46           |
| 2017 | Uchū Sentai Kyuranger               | Akyanba/Akyachuuga                        | Episodios: 25, 26, 28 al 35 y 42 |
| 2019 | Back Street Girls: Gokudols         | Yui Nakamura                              | Solo versión para televisión     |
| 2020 | Kamen Rider Zero-One                | Chiharu Ebii                              | Episodios de 21 al 24            |

### Película
| Año  | Título                                                                                          | Rol                                          | Notas              |
| ---- | ----------------------------------------------------------------------------------------------- | -------------------------------------------- | ------------------ |
| 2011 | Ring of Curse                                                                                   | Yoko Fujita                                  |                    |
| 2011 | High School Debut                                                                               |                                              |                    |
| 2012 | Kaizoku Sentai Gokaiger vs. Space Sheriff Gavan: The Movie                                      | Yellow Buster                                | Rol de voz y cameo |
| 2012 | Kamen Rider × Super Sentai: Super Hero Taisen                                                   | Yoko Usami/Yellow Buster                     |                    |
| 2012 | Tokumei Sentai Go-Busters the Movie: Protect the Tokyo Enetower!                                | Yoko Usami/Yellow Buster                     |                    |
| 2013 | Tokumei Sentai Go-Busters vs. Kaizoku Sentai Gokaiger: The Movie                                | Yoko Usami/Yellow Buster                     |                    |
| 2013 | Kamen Rider × Super Sentai × Space Sheriff: Super Hero Taisen Z                                 | Yoko Usami/Yellow Buster                     |                    |
| 2013 | Innocent Lilies                                                                                 | Anzu Mikumo                                  |                    |
| 2014 | Zyuden Sentai Kyoryuger vs. Go-Busters: The Great Dinosaur Battle! Farewell Our Eternal Friends | Yoko Usami/Yellow Buster, voz de AbareYellow |                    |
| 2015 | KIRI: The Chronicles Of A Professional Killer                                                   | Megumi                                       |                    |
| 2015 | Ultraman Ginga S The Movie                                                                      | Arina                                        |                    |
| 2015 | Yumeji: Ai no tobashiri                                                                         | Hikono                                       |                    |
| 2016 | Evergreen Love                                                                                  |                                              | [ 4 ]              |
| 2016 | Mars: Tada, Kimi wo Aishiteru                                                                   |                                              | [ 4 ]              |
| 2017 | Shinjuku Swan II                                                                                |                                              | [ 5 ]              |
| 2018 | 50 First Kisses                                                                                 |                                              | [ 6 ]              |
| 2018 | Out and Out                                                                                     | Rie Kitagawa                                 |                    |
| 2019 | Toshimaen                                                                                       | Yuka Kobayashi                               |                    |
| 2020 | 13gatsu no Onnanoko                                                                             | Kazuho Anamori                               |                    |

### Escenario
| Año  | Título                            | Rol            |
| ---- | --------------------------------- | -------------- |
| 2011 | Girls Prison Opera                | Kaoru Koshiba  |
| 2013 | Robotics;Notes                    | Akiho Senomiya |
| 2014 | Phantasy Star Online 2 -On Stage- | Alice          |

### DVD Original
| Año  | Título                                                             | Rol                                    |
| ---- | ------------------------------------------------------------------ | -------------------------------------- |
| 2012 | Super Hero Taihen                                                  | Yoko Usami/Yellow Buster               |
| 2012 | Tokumei Sentai Go-Busters VS Beet Buster VS J                      | Yoko Usami                             |
| 2012 | Summer Dream                                                       | Ella misma                             |
| 2013 | Returns! Tokumei Sentai Go-Busters VS Dobutsu Sentai Go-Busters    | Yoko Usami/Yellow Buster/Yellow Rabbit |
| 2013 | Kamen Rider × Super Sentai × Space Sheriff: Super Hero Taisen Otsu | Entrada humana Electro Wave            |
| 2013 | Nineteen                                                           | Ella misma                             |

### Animación
| Año       | Título                                                        | Rol            |
| --------- | ------------------------------------------------------------- | -------------- |
| 2016      | Garo: Divine Flame                                            | Sara           |
| 2016-2017 | Love Live! Sunshine!!                                         | Dia Kurosawa   |
| 2018      | Star Blazers: Space Battleship Yamato 2202                    | Urara Kusakabe |
| 2019      | Love Live! Sunshine!! The School Idol Movie: Over the Rainbow | Dia Kurosawa   |
| 2020      | D4DJ First Mix                                                | Mana Kase      |

### Doblaje
- Famous in Love, Paige Townsen (Bella Thorne)[12]

## Libro de fotos
- Summer Diary (夏日記) (2012)
- Arisa (有紗) (2013)
- Majestic (2018)
- IO (2020)